# Kopernícium
A kopernícium a 112-es rendszámú kémiai elem neve, vegyjele Cn. Ez a legnehezebb transzaktinoida, melynek szintézisét a IUPAC eddig elismerte, ami fontos lépés az úgynevezett szupernehéz elemek csoportja felé vezető felfedezőúton. A 112-es, akkor még ununbium névvel illetett elem felfedezését 2009 májusában ismerte el a IUPAC, felkérve a GSI-nek dolgozó felfedezőket (GSI: Gesellschaft für Schwerionenforschung mbH, Darmstadt), hogy a hagyományoknak megfelelően tegyenek javaslatot az új elem elnevezésére és vegyjelére. A GSI 2009. július 14-i javaslata a kopernícium (copernicium) volt a Cp vegyjellel. Az eredetileg javasolt Cp-t azonban hamarosan ejtették, mert 1949 előtt a lutécium szinonim elnevezésének (kassziopeium) jelölésére szolgált. Az új vegyjel a Cn. 2010 februárjában a kémikusok nemzetközi szövetsége (IUPAC) hozzájárulását adta ahhoz, hogy az elem hivatalos neve Copernicium legyen, vegyjele Cn.
A 112-es elem előállítását már 1971-ben is bejelentették, de bizonyítható eredményt csak 1996-ban tudott felmutatni a GSI kutatócsoportja (Sigurd Hofmann és munkatársai). Ők az 1996-os kísérlet során a 112-es elem 277-es tömegszámú izotópjának egyetlen atomját állították elő cink-70 és ólom-208 ütköztetésével:
{\displaystyle ^{208}\!\mathrm {Pb} +^{70}\!\mathrm {Zn} \to ^{278}\!\mathrm {Cn} \to ^{277}\!\mathrm {Cn} +\mathrm {n} ^{0}}
A IUPAC/IUPAP közös munkabizottsága a felfedezés tényét Hofmann és munkatársai 1996-ban, ill. 2002-ben publikált cikkei alapján ismerte el.
Kutatások szerint a kopernícium úgy viselkedik, ahogyan az egy 12. csoportbeli elemtől várható, tulajdonságai megegyeznek az illékony fémekével.

## Elektronszerkezet

A kopernícium elektronhéj-szerkezete

Bohr-modell: 2, 8, 18, 32, 32, 18, 2
Kvantummechanikai modell: 1s²2s²2p63s²3p64s²3d10
4p65s²4d105p66s²4f145d10
6p67s²5f146d10